# 凤凰山隧道 (苏州)
凤凰山隧道是位于苏州市吴中区的一个主要公路隧道，道路宽度40米，沥青砼路面，于2009年2月正式开工建设，2010年8月正式通车。 隧道由2个主洞隧道和南北2个附洞隧道组成，主洞隧道长205米，为三车道连拱隧道，供机动车通行，南北附洞隧道供非机动车和行人通行，其中南附洞隧道长190米、北附洞隧道长220米。凤凰山隧道是苏州市第一座山体隧道，同时也是国内第一座双向六车道双连拱隧道。